# Гётши, Рето
Рето Гётши (нем. Reto Götschi, 25 декабря 1965, Хаузен-на-Альбисе, Цюрих) — швейцарский бобслеист, пилот, выступавший за сборную Швейцарии в 1990-х годах. Участник двух зимних Олимпийских игр, серебряный призёр Лиллехаммера, чемпион Европы и мира.

## Биография
Рето Гётши родился 25 декабря 1965 года в коммуне Хаузен-на-Альбисе, кантон Цюрих. Выступать в бобслее на профессиональном уровне начал в середине 1990-х годов и сразу показал неплохие результаты, вследствие чего попал в качестве пилота в национальную команду Швейцарии. Благодаря череде удачных выступлений в 1994 году был приглашён защищать честь страны на Олимпийских играх в Лиллехаммере, где вместе с разгоняющим Гуидо Аклином завоевал серебро в программе мужских двоек. В сезоне 1994/1995 поднялся до второй позиции в общем зачёте Кубка мира. Кроме того, одержал в этот период две победы на европейском первенстве, став двукратным чемпионом Европы среди двоек.
В 1996 году Гётши взял бронзу на чемпионате мира в Калгари, в то время как следующий год получился одним из самых удачных для спортсмена: он завоевал золотую медаль на чемпионате мира в Санкт-Морице и удостоился звания чемпиона Европы среди четырёхместных экипажей. Ездил вместе с Аклином на Игры 1998 года в Нагано, команда ставила перед собой самые высокие цели, но в итоге их двойка финишировала лишь шестой. Однако в сезоне 1998/1999 он повторил своё достижение на Кубке мира, после всех заездов вновь занял второе место.
Последним международным турниром для Рето Гётши оказался чемпионат мира 2001 года в Санкт-Морице, где он сумел подняться до второй позиции и завоевал тем самым серебро. Из-за высокой конкуренции в команде вскоре принял решение завершить карьеру профессионального спортсмена, уступив место молодым швейцарским бобслеистам.